# Parkwood (Ontario)
Parkwood, situé à Oshawa en Ontario, était la maison de Samuel McLaughlin (1871 – 1972), fondateur de General Motors du Canada (en).
En 1989, elle a été désignée en tant que lieu historique du Canada.
Quelques scènes du film X-Men y ont été tournées.